# Impasse du Bœuf
Impasse du Bœuf är en återvändsgata i Quartier Saint-Merri i Paris 4:e arrondissement. Impasse du Bœuf, som börjar vid Rue Saint-Merri 10, är uppkallad efter en skylt med en oxe, franska: bœuf.

## Omgivningar
- Saint-Merri
- Centre national d'art et de culture Georges-Pompidou
- Fontaine Stravinsky
- Hôtel de ville de Paris
- Tour Saint-Jacques

## Bilder
| - Saint-Merri. |

| - Hôtel de ville de Paris. - Tour Saint-Jacques. |

## Kommunikationer
- Tunnelbana – linje  – Rambuteau
- Busshållplats Centre Georges-Pompidou – Paris bussnät, linjerna 38 75 N12 N13 N14 N23

### Webbkällor
- ”Impasse du Bœuf”. Mairie de Paris. http://www.v2asp.paris.fr/commun/v2asp/v2/nomenclature_voies/Voieactu/1062.nom.htm. Läst 26 april 2021.
- ”Impasse du Bœuf”. Les rues de Paris. https://www.parisrues.com/rues04/paris-04-impasse-du-boeuf.html. Läst 26 april 2021.